# Scathophaga nemorosa
Scathophaga nemorosa är en tvåvingeart som först beskrevs av Robineau-desvoidy 1830.  Scathophaga nemorosa ingår i släktet Scathophaga och familjen kolvflugor. Inga underarter finns listade i Catalogue of Life.